# Michael Bleekemolen
Michael Bleekemolen (Amszterdam, 1949. október 2.) holland autóversenyző.
Két fia, Jeroen és Sebastiaan Bleekemolen szintén autóversenyzők.

## Pályafutása
1978-ban és 1979-ben összesen öt világbajnoki Formula–1-es versenyen vett részt. Mindössze egy alkalommal, 1978-ban az amerikai nagydíjon tudott rajthoz állni a futamon is. Michael mindössze ekkor ért el kvalifikáláshoz szükséges időeredményt.
1979-ben másodikként zárta az európai Formula–3-as sorozatot, a később négy Formula–1-es világbajnoki címet szerző Alain Prost mögött.
Az ezt követő éveket különböző Renault, valamint Porsche autók számára kiírt márkakupa-szériákban töltötte.

## Eredményei

### Teljes Formula–1-es eredménylistája
(Táblázat értelmezése)

(Félkövér: pole-pozícióból indult; dőlt: leggyorsabb kört futott) 

| Év   | Csapat                           | Modell    | Motor       | 1   | 2   | 3   | 4   | 5   | 6   | 7   | 8   | 9   | 10  | 11  | 12  | 13     | 14     | 15     | 16      | 17  | Helyezés | Pont |
| ---- | -------------------------------- | --------- | ----------- | --- | --- | --- | --- | --- | --- | --- | --- | --- | --- | --- | --- | ------ | ------ | ------ | ------- | --- | -------- | ---- |
| 1977 | RAM Racing / F&S Properties      | March 761 | Cosworth V8 | ARG | BRA | RSA | USW | ESP | MON | BEL | SWE | FRA | GBR | GER | AUT | NED Nk | ITA    | USA    | CAN     | JPN | -        | 0    |
| 1978 | F&S Properties / ATS Racing Team | ATS HS1   | Cosworth V8 | ARG | BRA | RSA | USW | MON | BEL | ESP | SWE | FRA | GBR | GER | AUT | NED Nk | ITA Nk | USA Ki | CAN NeK |     | -        | 0    |